# 襄垣东站
襄垣东站位于中华人民共和国山西省长治市襄垣县，是郑太高速铁路上的一座车站，2020年12月12日随郑太高速铁路焦太段开通而投入使用，车站规模为2台4线。本站由中国铁路郑州局集团长治北车站管辖。

## 车站结构
| 西↑ | 站房 | 售票处、候车室、进出站                  |  |
|     | 侧式 |                                         |  |
| 4道 | 1    | 到发线                                  |  |
| Ⅱ道 |      | （长治东站）太焦高铁 上行正线（武乡站） |  |
| Ⅰ道 |      | （长治东站）太焦高铁 下行正线（武乡站） |  |
| 3道 | 2    | 到发线                                  |  |
|     | 侧式 |                                         |  |
| 东↓ |      |                                         |  |